# Opération homo
Une opération homo est une opération d'élimination de personnes (assassinats ciblés), menée par le service Action des services spéciaux du renseignement extérieur de la France (SDECE puis DGSE).
Un groupe commando dédié aurait été créé au sein du service Action pour effectuer ces opérations de neutralisation, groupe baptisé « cellule Alpha » selon Vincent Nouzille.

## Sous la Quatrième République
Sous la Quatrième République, le président du Conseil Guy Mollet donne son feu vert à plusieurs opérations homo en 1957.
Selon Vincent Nouzille, le directeur du SDECE, Paul Grossin, aurait accepté d'exécuter les opérations homo, à la condition qu'elles : 
- soient décidées par le pouvoir politique ;
- ne soient pas menées en temps de paix ;
- ne touchent jamais des citoyens français ;
- et n'aient jamais lieu sur le territoire français.

Paul Grossin quitte ses fonctions en 1962.

## Sous la Cinquième République

### Présidence de Charles de Gaulle
Entre 1959 et 1962, sous la présidence de Charles de Gaulle, un comité spécial donnait des directives au service Action du SDECE. Il était composé du représentant du général de Gaulle, Jacques Foccart, du Premier ministre Michel Debré et de Constantin Melnik.
Durant la guerre d'Algérie, les opérations homo concernaient des intellectuels, militants ou responsables du FLN. Une unité de mille parachutistes triés sur le volet avait été mise à la disposition du SDECE, en 1957, pour « mener secrètement les missions que l'État ne pouvait conduire ouvertement : d'une part, des opérations militaires hors d'Algérie, c'est-à-dire l'attaque des bases du FLN à l'étranger et notamment en Tunisie, d'autre part, l'élimination des militants ou des leaders du FLN en Europe et de leurs soutiens réels ou supposés ».
Selon le coordinateur du renseignement de l'époque, Constantin Melnik, environ cent quarante personnes auraient été exécutées en 1960, et le bilan total avoisinerait les deux cents personnes.
Avant 1959, quelques opérations homo avaient réussi, notamment l'assassinat de Ait Ahcène à Bonn en Allemagne de l'Ouest, ou celui du trafiquant d'armes Marcel Léopold à Genève, qui était fournisseur de Georg Puchert. Ces attentats étaient revendiqués par la mystérieuse organisation « La Main Rouge », qui serait selon Jean Guisnel une invention du SDECE. Parmi les principales opérations homo ordonnées par le comité de 1959 à 1962, il y eut l'attentat contre Taïeb Boulahrouf à la voiture piégée à Rome, qui échoua mais tua un enfant de 10 ans nommé Rolando Rovai, et celui contre Amokrane Ould Aoudia, membre du collectif des avocats du FLN.

### Présidence de Georges Pompidou
Les présidences successives de Pompidou et Giscard d'Estaing sont marquées par la nomination, au Service de documentation extérieure et de contre-espionnage, du directeur général nommé par le président Pompidou, Alexandre de Marenches. Selon Jean-Christophe Notin, de 1970 à 1977 au moins, Marenches n'a ordonné aucune opération homo, non tant par éthique, mais parce que « tuer constitue pour un service une prise de risque maximale, et signe l'échec des autres interventions possibles. En cas de révélation, c'est la France qui est mise à l'index ».

### Présidence de Valéry Giscard d'Estaing
En 1977, le président Valéry Giscard d’Estaing aurait refusé de donner le feu vert à l'exécution du terroriste Carlos, qui avait deux ans plus tôt assassiné deux policiers à Paris.

### Présidence de François Mitterrand
François Mitterrand n'autorise à l'origine aucune opération homo. Lorsqu'il arrive au poste de directeur général du SDECE, Pierre Marion découvre que son prédécesseur a validé un plan d'organisation d'un attentat contre le chef d’État libyen Mouammar Kadhafi. François Mitterrand refuse l’exécution de cette opération, déclarant qu'elle est « contraire à [s]a philosophie politique ».
Après l'assassinat de l'ambassadeur français Louis Delamare le 4 septembre 1981, la doctrine du président évolue. Mitterrand autorise une opération homo : un commando du service action de la DGSE (ex-SDECE) tue les deux agresseurs du diplomate et les services secrets recrutent en Syrie des supplétifs locaux pour plastiquer le siège du Parti Baas à Damas le 29 novembre 1981, opération qui fait 175 morts.
Après l'attentat de la rue des Rosiers, Mitterrand autorise nominalement la DGSE à abattre deux hommes, les terroristes Carlos et Abou Nidal. Il autorise de manière implicite d'autres opérations homo lorsque le directeur général de la DGSE les estime nécessaires. Il donne ainsi implicitement son aval pour des opérations, sans avoir à les assumer explicitement. Selon le directeur de la DGSE François Mermet, cela rend la position de la DGSE inconfortable, car elle doit elle-même décider en grande partie du feu vert pour une opération.
À la suite des attentats du Drakkar le 23 octobre 1983, une opération homo est planifiée.
À la suite de l'échec de l'affaire du Rainbow Warrior et après l'identification rapide des « faux époux Turenge », une entité d'élite baptisée « cellule Alpha » est mise en place par Jean Heinrich en 1987, fonctionnant de manière clandestine au sein même du service Action de la DGSE.
Claude Silberzahn, directeur de la DGSE durant la majeure partie du second mandat de François Mitterrand, affirme « qu'on « exécute » en réalité très peu dans les Services ». Un ancien officier du service action suggère le contraire. Roland Dumas rapporte que le président Mitterrand lui aurait confié : « Les raisons d’État, Roland, ça n’existe pas. Dans  mes quatorze ans de fonction publique, j’ai dû donner cet ordre une ou deux fois : à l’égard d’un terroriste notamment ; il avait fait sauter, dans un appartement  de Paris, au Quartier latin, deux de nos agents importants ».

### Présidence de Jacques Chirac
Le président Jacques Chirac se montre réticent à accepter des opérations homo, car elles lui apparaissent trop risquées après les ratages successifs de la DGSE dans les années 1980.
En septembre 2001, il refuse à la CIA de collaborer à la mise en place de ciblages de membres d’Al-Qaïda, sur une base à la fois morale et technique. Il se serait cependant appuyé sur une coopération avec les États-Unis pour bénéficier de leurs capacités de frappe sur les cibles françaises.

### Présidence de Nicolas Sarkozy
Le président Nicolas Sarkozy est un partisan plus résolu des opérations clandestines, mais il s'appuie principalement sur les forces spéciales de l'armée, et non sur la DGSE.

### Présidence de François Hollande
La présidence de François Hollande est marquée par une controverse au sujet des frappes ciblées organisées par l'Etat français et d'une confusion entre les opérations homo et les assassinats ciblés de l'armée par frappe aérienne. Dans l'ouvrage d'entretiens Un président ne devrait pas dire ça..., le président reconnaît avoir ordonné au moins quatre assassinats ciblés pendant son mandat, dont probablement celui du chef islamiste somalien Ahmed Abdi Godane en septembre 2014. Le journaliste Vincent Nouzille confirme que le président aurait ordonné l'exécution d'une quarantaine de djihadistes entre 2013 et 2016, dont huit Français (au rang desquels Macreme Abrougui, tué par une frappe française en Syrie le 7 octobre 2016), et cinq autres tués dans des frappes ciblées grâce à des drones américains : David Drugeon, Charaffe El-Mouadan, Boubaker El Hakim, Salah Gourmat et Walid Hamam. Abdelhamid Abaaoud, un des principaux organisateurs des attentats du 13 novembre 2015, aurait lui-même été la cible d'une opération à la fin de l'été 2015, qui n'aurait finalement pas été menée au bout pour éviter des dommages collatéraux parmi la population civile.
Seulement, ces exécutions ne sont pas des opérations homo, menées clandestinement par la DGSE, mais des frappes ciblées organisées par l'armée française. Le spécialiste du renseignement Jean-Christophe Notin qualifie la confusion de Nouzille, Davet et Lhomme de « fantasmes », et Jean Guisnel confirme en 2019 qu'il s'agissait d'assassinats organisés par l'armée, et non d'opérations homo.
Pour Notin, seule l'exécution d'Ahmed Godane pourrait s'apparenter à une opération homo. Jean Guisnel tire de ses entretiens avec des sources proches de l'Elysée durant le quinquennat Hollande que celui-ci n'aurait probablement ordonné aucune opération homo.

## Analyses
Selon l'ancien directeur de la DGSE Claude Silberzahn, les opérations homo sont un « élément de stabilité dans le monde », mais « aucun service spécial digne de ce nom n'y a jamais recours qu'avec une extrême parcimonie et dans des conditions très précises ».